# Anguliphantes karpinskii
Anguliphantes karpinskii är en spindelart som först beskrevs av O. Pickard-Cambridge 1873.  Anguliphantes karpinskii ingår i släktet Anguliphantes och familjen täckvävarspindlar. Inga underarter finns listade i Catalogue of Life.